# Michel-Maurice Lévy
Michel-Maurice Lévy est un compositeur, pianiste et chef d'orchestre français né le 28 juin 1883 à Ville d'Avray et mort le 24 janvier 1965 à Paris,.
Il est le frère cadet d'André Lévy (1881-1942), journaliste, auteur dramatique et romancier, connu sous le nom de plume d'André Arnyvelde.

## Biographie
Dès sa prime jeunesse, Michel-Maurice Lévy, fils d'un négociant drapier, baigne dans un environnement musical entretenu par sa mère, qui est pianiste. Atteint par la poliomyélite (dont il gardera toute sa vie de sévères séquelles), il ne peut partager les mêmes jeux que les enfants de son âge et trouve refuge dans la musique. Il étudie au Conservatoire de Paris dans la classe de Xavier Leroux, puis devient répétiteur et pianiste accompagnateur au sein de l'institution. Alors que très tôt il nourrit des ambitions du côté de la composition, ses talents de pianiste lui permettent, en attendant, de gagner sa vie, en se produisant dans les réceptions mondaines, où il interprète les grands airs du répertoire et pratique l'art du pastiche musical.

### De la scène à l'écran
Michel-Maurice Lévy compose des musiques de scène, puis devient l'accompagnateur attitré des matinées musicales du dimanche qui sont données au palais du Trocadéro. Il est également répétiteur au théâtre de la Gaîté, puis, en 1914, directeur de la musique au théâtre Antoine. Comme chef de chant, il fait travailler les chanteurs de nombreuses scènes parisiennes. Il est le pianiste de la troupe de Diaghilev, le répétiteur de Georgette Leblanc, de Lina Cavalieri, de Zina Brozia, l'accompagnateur d'Isadora Duncan, puis son chef d'orchestre. Il devient bientôt le « pianiste-maison » de la compagnie dirigée par Gabriel Astruc. À ce titre, en 1914, il assure les répétitions au moment de la création à Paris du Rossignol de Stravinsky, en compagnie du compositeur.
Alors que la guerre vient d'éclater, il compose une partition ambitieuse, Le Cloître, drame lyrique adapté de l'œuvre d'Émile Verhaeren. Il devient également le chef d'orchestre attitré des tournées du tragédien Mounet-Sully en France et en Europe. En 1917, il se trouve associé à la création tumultueuse des Mamelles de Tirésias, de Guillaume Apollinaire, comme membre des chœurs. Le rôle-titre de la pièce est tenu par Louise Marion, comédienne qui deviendra par la suite l'épouse de Michel-Maurice Lévy.
Partagé entre son attachement à servir la musique « sérieuse » et son goût pour la fantaisie et l'humour, le musicien est attiré par le cinéma naissant et la manière dont la musique se met à son service. Michel-Maurice Lévy assure d'abord les fonctions de pianiste accompagnateur au Ciné Max Linder, puis de chef d'orchestre au Colisée. Mais c'est aussi l'époque où le cinéma découvre qu'il a besoin non pas tant d'accompagnateurs que de vrais compositeurs. Et en effet, à l'approche des années 1920, les expériences de création musicale à destination des écrans commencent à se développer,. La première partition de Michel-Maurice Lévy pour l'écran répond à une demande que lui fait Abel Gance pour son film La Dixième Symphonie (1918).

### Naissance de Bétove
Après la guerre, Lévy assure une saison comme chef d'orchestre au Théâtre des Champs-Élysées lors de la venue à Paris de la danseuse Anna Pavlova. Cependant, sa création de nouvelles œuvres lyriques ou symphoniques reste en suspens. Traversant une phase quelque peu dépressive, il accepte un jour la proposition de se produire au cabaret La Lune Rousse dans un numéro d'humour musical, bâti autour des petites chansons parodiques qui, des années auparavant, avaient fait son succès dans les salons. Soucieux de ne pas dévoiler son identité, Lévy veille à se rendre méconnaissable, avec une tignasse hirsute, une fausse barbe et un chapeau cabossé, apparaissant sur les affiches sous le pseudonyme de « Bétove ». Ce numéro rencontre immédiatement un immense succès et Bétove, sans attendre, est engagé pour se produire à l'Olympia. Il commence bientôt la tournée des grands music-halls parisiens, des casinos de province, puis des scènes d'Europe et d'Afrique du Nord. L'enregistrement de disques pour la firme Odeon,, puis pour Columbia, amplifie encore le succès des « folies musicales » de Bétove.

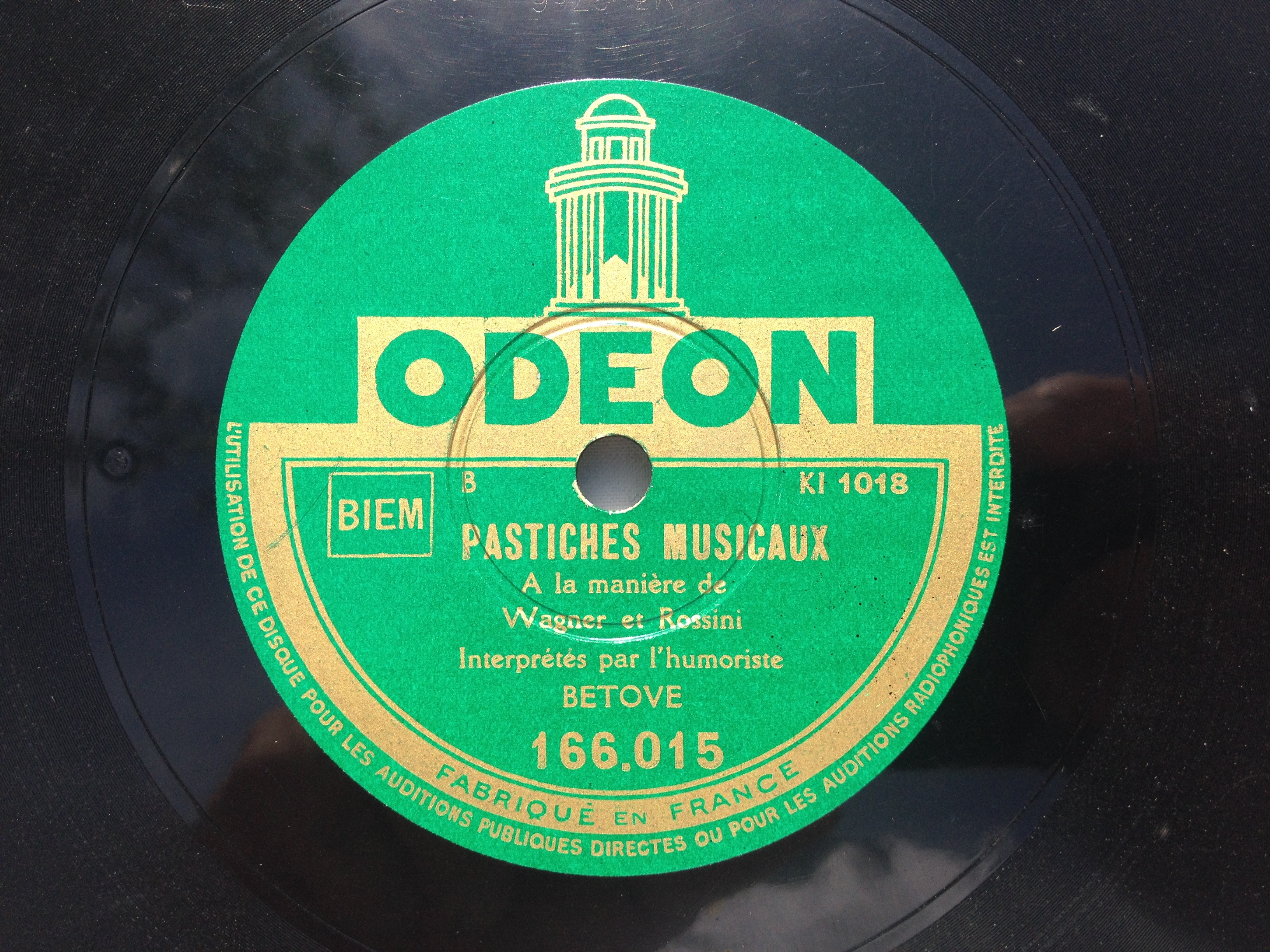
"Pastiches musicaux" de Bétove, disque Odeon 78 tours (1926).

Parallèlement à cette nouvelle carrière de fantaisiste, le compositeur engage une collaboration avec le réalisateur et producteur Henri Diamant-Berger. Lors de la première présentation publique des Trois Mousquetaires, film de prestige sorti en 1921, Lévy dirige les musiciens des concerts Colonne dans la grande salle du Trocadéro. L'accompagnement musical qu'il arrange est un assemblage de pièces du répertoire, mais pour les deux films suivants de Diamant-Berger, Vingt Ans après (1922) et Éducation de prince (1927), il compose une musique originale et apparaît également comme comédien dans la distribution, sous le nom de Bétove. Son activité de composition reprend alors sous la forme d'un « roman musical », Dolorès. Achevée en 1926, l'œuvre doit attendre 26 ans avant d'être créée à l'Opéra-Comique, avec Denise Duval dans le rôle-titre. Dans un genre plus léger, il écrit une opérette loufoque, Pom-pom, créée en 1928.
À l'apparition du cinéma sonore, Michel-Maurice Lévy continue de composer des musiques de film. Dans les années 1930, qui marquent la grande époque de la « chanson d'écran », il compose aussi des refrains pour les chanteurs et chanteuses attirés par le cinéma. En 1932, il fait ses adieux au music-hall, sans pour autant abandonner son goût pour le registre loufoque. C'est ainsi qu'il assure la « sonorisation » (avec commentaire humoristique et accompagnement musical) de courtes bandes muettes tournées dans les toutes premières années du cinéma, comme Le Tunnel sous la Manche, de Georges Méliès (1907), et Un monsieur qui a mangé du taureau, petit film burlesque de 1909, « bonimenté » par Bétove, à l'occasion d'une collaboration avec Eugène Deslaw. À la même époque, Bétove est souvent présent sur les ondes du Poste parisien et de Radio PTT.

### Années difficiles et dernières œuvres
Pendant l'Occupation, vivant sous la menace des lois raciales et interdit de travail dans le monde du spectacle, Michel-Maurice Lévy trouve refuge à Toulouse. Après la Libération, il compose des chansons pour bon nombre d'interprètes (Berthe Sylva, Damia, Jeanne Aubert, Lina Margy, Laure Diana, Georges Thill), met en musique des poèmes de Paul Fort et de Marie Noël et écrit quelques ultimes partitions pour l'écran. On le retrouve aussi dans diverses émissions de la Radiodiffusion française.
Pour Michel-Maurice Lévy/Bétove, la période est propice à la reprise de son activité de composition et de montage d'œuvres musicales. Son opérette D'Artagnan est créée en 1945. La même année est donné à la salle Pleyel son poème symphonique, Le Chant de la terre. En 1955, il compose Notre-Dame de la Joie, œuvre chorale dédiée à la Vierge, sur un poème de Juliette Hacquard. Quant à sa fresque lyrique, Moïse, achevée dans les années 1930, elle est enfin créée en 1956. En 1960, cinq ans avant sa mort, Michel-Maurice Lévy reçoit le Grand Prix de la musique française, décerné par la SACEM.
À sa mort, ses cendres sont déposées au columbarium du cimetière du Père-Lachaise, avant d'être reprises au terme de la concession.

## Œuvres musicales

### Musique de scène
- 1904 : Un soir d'été, poème lyrique en un acte de René Fauchois (créé au théâtre des Arts de Rouen)
- 1906 : La Courtisane, pièce en cinq actes en vers d'André Arnyvelde (créée à la Comédie-Française)

### Musique de ballet
- 1920 : Les Trois Pantins de bois, ballet-pantomime en un acte, livret de Pierre Chantel, créé au Théâtre des Champs-Élysées, puis à l'Opéra-Comique en 1934)
- 1952 : Dolorès, roman musical en trois actes et sept tableaux, livret de Louise Marion, d'après Fleur de mai, roman de Vicente Blasco Ibáñez (créé à l'Opéra-Comique)

### Œuvres lyriques et symphoniques
- 1910 : Psyché, opéra en trois actes, livret d'André Arnyvelde (œuvre reçue à l'Opéra-Comique de Berlin, mais dont la programmation est empêchée par la survenue de la guerre)
- 1923 : Le Cloître, drame lyrique en trois actes, d'après le drame théâtral d'Émile Verhaeren (créé au Grand-Théâtre de Lyon, puis à l'Opéra-Comique en 1926)
- 1945 : Le Chant de la terre, poème symphonique (créé aux concerts Colonne)
- 1956 : Moïse, fresque lyrique légendaire en trois actes et huit tableaux, livret de Louise Marion (créée au théâtre de Mulhouse)
- 1956 : Notre-Dame de la Joie, pour chœur d'enfants, poème de Juliette Hacquard

### Œuvres légères
- 1928 : Pom-pom, opérette en trois actes, livret et couplets de Jean Le Seyeux (créée à la Potinière)
- 1945 : D'Artagnan, opérette héroïque à grand spectacle en deux actes et treize tableaux, livret d'André Mouëzy-Éon, d'après Alexandre Dumas, couplets de Louise Marion (créée au théâtre de la Gaîté-Lyrique)

### Musique de films
- 1918 : La Dixième Symphonie d'Abel Gance
- 1922 : Vingt Ans après d'Henri Diamant-Berger
- 1927 : Éducation de prince d'Henri Diamant-Berger
- 1930 : La Symphonie de la forêt vierge d'August Brückner et Pola Bauer-Adamara
- 1938 : Clodoche de Raymond Lamy
- 1938 : Gosse de riche de Maurice de Canonge
- 1938 : Vers le Hoggar de Roger Verdier
- 1949 : Barrières de Christian-Jaque
- 1950 : La montagne est verte de Jean Lehérissey
- 1950 : Le Pique-nique tragique ou les Malheurs de Marguerite de Guy Lefranc

### Musique de chansons de films
- 1931 : La Berceuse magique de Marcel Bothier et Noël Renard
- 1949 : Maya de Raymond Bernard

## Enregistrements phonographiques

### Disques Odeon 78 tours (enregistrés entre 1926 et 1936)
- 166.014 : Folies musicales
- 166.015 : Pastiches musicaux
- 166.016 : Imitations de cinéma
- 166.036 : Les Symphonies de Bétove ; Chansons Pompadour
- 166.037 : Vieille Chanson bretonne ; Chanson druidique
- 166.445 : Abouche ta bouche avec ma bouche, opérette trépidante à la mode américaine
- 166.687 : Baromètre du sex-appeal musical
- 166.688 : L'Amour musical à travers les âges ; L'Amour comme ci et l'amour comme ça
- 171.045 : Le Tour du monde en 8 minutes
- 171.046 : Les Amours de Jean-Pierre, opéra exagéré en un acte
- 171.100 : TSF Appareils en tous genres

### Disques Columbia 78 tours (enregistrés en 1938)
- DF 2378 : Le Doute
- DF 2397 : Le Petit Pigeon ; Voyez terrasse
- DF 2415 : Leçons de chant

### Disque Decca 33 tours (enregistré en 1954)
- FM 133.545 : Histoires de Paris